# Nederlandse kampioenschappen schaatsen afstanden 2019 - 3000 meter vrouwen
De 3000 meter vrouwen op de Nederlandse kampioenschappen schaatsen afstanden 2019 werd gereden in december 2018, in ijsstadion Thialf te Heerenveen. Er namen 18 schaatssters deel.
Antoinette de Jong was titelverdedigster na haar zege tijdens de NK afstanden 2018.

## Statistieken

### Uitslag
| #      | Schaatser           | tijd    |
| ------ | ------------------- | ------- |
| Goud   | Antoinette de Jong  | 4.00,64 |
| Zilver | Ireen Wüst          | 4.01,29 |
| Brons  | Carlijn Achtereekte | 4.01,77 |
| 4      | Esmee Visser        | 4.01,98 |
| 5      | Carien Kleibeuker   | 4.04,92 |
| 6      | Joy Beune           | 4.05,47 |
| 7      | Melissa Wijfje      | 4.05,59 |
| 8      | Ineke Dedden        | 4.07,12 |
| 9      | Aveline Hijlkema    | 4.08,57 |
| 10     | Imke Vormeer        | 4.09,39 |
| 11     | Yvonne Nauta        | 4.09,41 |
| 12     | Irene Schouten      | 4.09,60 |
| 13     | Sanne in 't Hof     | 4.10,45 |
| 14     | Lotte van Beek      | 4.10,68 |
| 15     | Roza Blokker        | 4.11,59 |
| 16     | Robin Groot         | 4.16,04 |
| 17     | Esther Kiel         | 4.16,52 |
| DQ     | Reina Anema         | ––––––  |